# Oskar Ritter
Oskar Ritter (Amburgo, 30 settembre 1901 – 5 marzo 1985) è stato un calciatore tedesco, di ruolo attaccante.